# Großes Häuselhorn
Le Großes Häuselhorn est une montagne culminant à 2 284 mètres d'altitude dans le massif des Alpes de Berchtesgaden.

## Géographie
Le Grosses Häuselhorn est dans l'ensemble du Reiter Alm, proche de la frontière entre l'Allemagne et l'Autriche.

## Ascension
La montagne est accessible par un chemin balisé depuis la Neue Traunsteiner Hütte vers le nord. Cette ascension se fait également sous forme de randonnée à ski en hiver. Le Häuselhornrinne (difficulté 2) traverse la face sud escarpée, particulièrement importante pour la descente des différentes voies d'escalade de la face sud. Une transition sans chemin mène au sud-est sur la crête jusqu'au Wagendrischelhorn.
Les autres voies d'escalade importantes à travers la face sud sont le Hasenalarm (5b), la Direkte Südwand  (4) et Hexentanz der Fersen (5c).
Le 4 juin 2012, une chute de pierre se produit, environ 10 000 m3 de roches se brisent dans le couloir d'ascension de la face sud. Les crochets de sécurité sur les voies d'escalade sont détruits.